# Cronisia fimbriata
Cronisia fimbriata är en bladmossart som först beskrevs av Christian Gottfried Daniel Nees von Esenbeck, och fick sitt nu gällande namn av Whittem. et Bischl.. Cronisia fimbriata ingår i släktet Cronisia och familjen Corsiniaceae. Inga underarter finns listade i Catalogue of Life.